# شهرستان میخایلوفسکی (سرزمین آلتای)
شهرستان میخایلوفسکی (به لاتین: Mikhaylovsky District) یک شهرستان در روسیه است که در سرزمین آلتای واقع شده‌است.